# Гонсалвеш, Нуну
Ну́ну Гонса́лвеш (порт. Nuno Gonçalves) — португальский художник XV века, один из первых португальских мастеров живописи. Его основным и единственным с большой вероятностью принадлежащим ему произведением является «Алтарь Сан Висенте» («Алтарь святого Винсента», «Полиптих святого Винсента» или «Панно святого Винсента»).

## Жизнь и творчество
Ни дата рождения, ни дата смерти Гонсалвеша точно неизвестны. Предполагаемые годы жизни 1403—1492. Работал между 1450 и 1472 годами при португальском дворе во время правления короля Афонсу V, назначившим мастера придворным живописцем в 1450 году. Долгое время имя Гонсалвеша было стёрто из памяти соотечественников, «к плеяде великих мастеров европейского Возрождения португальский художник причислен сравнительно недавно». Фигура живописца загадочна и парадоксальна. С одной стороны, по единственной признанной работе Гонсалвеша исследователи составляют своё представление о португальской живописи XV века. С другой — до Гонсалвеша в Португалии не наблюдалась живописная традиция, поэтому остаётся загадкой появление мастера столь широкого и глубокого масштаба, сумевшего «достичь столь мощного по творческой силе воплощения целой исторической эпохи».
Полиптих (высота более 2 м., ширина центральных створок — 1,28 м., боковых — 0,64 м.) посвящён покровителю Лиссабона св. Винсенту, был создан в 1465—1467 годах, найден в 1882 году в монастыре Сан-Висенте ле Фора и изображает людей Португалии XV века (членов королевского дома, рыцарей, духовенство, монахов, мореплавателей, рыбаков, включая известных современников Гонсалвеша), поклоняющихся святому. С 1920-х годов некоторые исследователи стали полагать, что святой патрон Лиссабона олицетворяет собой инфанта Фернанду, «погибшего заложником в 1443 году в марокканском городе Фесе и причисленного к лику святых».
С момента находки полиптиха в XIX веке не прекращаются споры о личности автора и изображённых на нём людей. Часто считается, что на третьей створке изображён принц Генрих Мореплаватель, но даже этот факт не имеет документального подтверждения и иногда ставится под сомнение. Генриха Мореплавателя впервые идентифицировал Жуакин де Вашконселуш, составивший первое описание алтаря в 1895 году и проведя аналогию с миниатюрой принца в «Хронике завоевания Гвинеи» Гомеша Эанеша де Азурары (1453, хранится в Париже в Национальной библиотеке Франции). В 1910 году как результат многолетних исследований вышла солидная монография Жозе де Фигейреду, основывавшего установление авторства на основании трактата Франсишку де Оланды Da Pintura Antigua (1548). Оланда причислил Гонсалвеша к породе «орлов» европейской живописи. Но установление авторства осложнено гибелью упоминаемого в трактате «Алтаря Сан Висенте» во время лиссабонского землетрясения 1755 года, а сохранившийся полиптих представляет другую работу мастера. Однако авторство Гонсалвеша подтверждается рядом документов и расшифровкой монограммы на одной из створок буквами G и N. Утверждается, кроме того, что отец Гуго ван дер Гуса работал над одной из створок вместе с Гонсалвешем, но подтверждений этому нет.
В региональном музее Авейру сохранился портрет принцессы Жуаны, который также приписывается Гонсалвешу. Согласно мнению Т. П. Каптеревой, «Попытки приписать кисти Нуно Гонсалвеша другие произведения живописи несостоятельны». Искусствовед допускала, что портрет Жуаны был создан неизвестным талантливым учеником Гонсалвеша.
Нуну Гонсалвеш изображён, вместе с другими историческими личностями, на Памятнике первооткрывателям в Белене (Вифлееме) около Лиссабона.